# Edu Ramos
Eduardo Ramos Gómez (n. Churriana, Málaga, 17 de febrero de 1992) es un futbolista español que juega como centrocampista en el Alhaurín de la Torre.

## Trayectoria
Jugador canterano que militaba en el Málaga Club de Fútbol, fue convocado con la selección española de fútbol sub-17 para disputar el mundial de Nigeria, pero cayó lesionado en el campeonato, una lesión que le tuvo tiempo apartado de los terrenos de juego. Jugó varios partidos en Primera División, convirtiéndose en el jugador más joven en debutar con el Málaga CF en la máxima categoría del fútbol español, con tan sólo 17 años.
La compra del Málaga por el jeque árabe Abdullah ben Nasser Al Thani y los fichajes a golpe de talonario supusieron su salida del club. Fue cedido al CD Leganés en el mercado invernal de la temporada 2010-2011, hasta el final de esa misma temporada sin opción a compra al no entrar en los planes del técnico Manuel Pellegrini.
En julio de 2011, ficha por el Villarreal CF para formar parte de su equipo filial C, que juega en Tercera División. El Málaga mantendrá una opción de recompra durante su vinculación contractual. 
En la temporada 2014-2015, juega en el Albacete Balompié, club recién ascendido a la segunda división Española. Con el Albacete jugaría 59 partidos en las citadas dos campañas en las que sólo marcó un gol, pero acumuló 4799 minutos en los dos últimos años.
En julio de 2016, el Córdoba CF hace oficial los fichajes, por dos temporadas, de los jugadores «Edu» Ramos y Antonio Jesús Regal «Antoñito» que llegan procedentes ambos del Albacete Balompié, del que quedaron liberados tras su descenso de categoría.

## Clubes
| Club                   | País   | Año       |
| ---------------------- | ------ | --------- |
| Málaga CF "B"          | España | 2008-2009 |
| Málaga CF              | España | 2009-2010 |
| CD Leganés (cedido)    | España | 2011      |
| Villarreal CF "B"      | España | 2011-2014 |
| Albacete Balompié      | España | 2014-2016 |
| Córdoba Club de Fútbol | España | 2016-2018 |
| Cádiz Club de Fútbol   | España | 2018-     |